# 九龍巴士26線

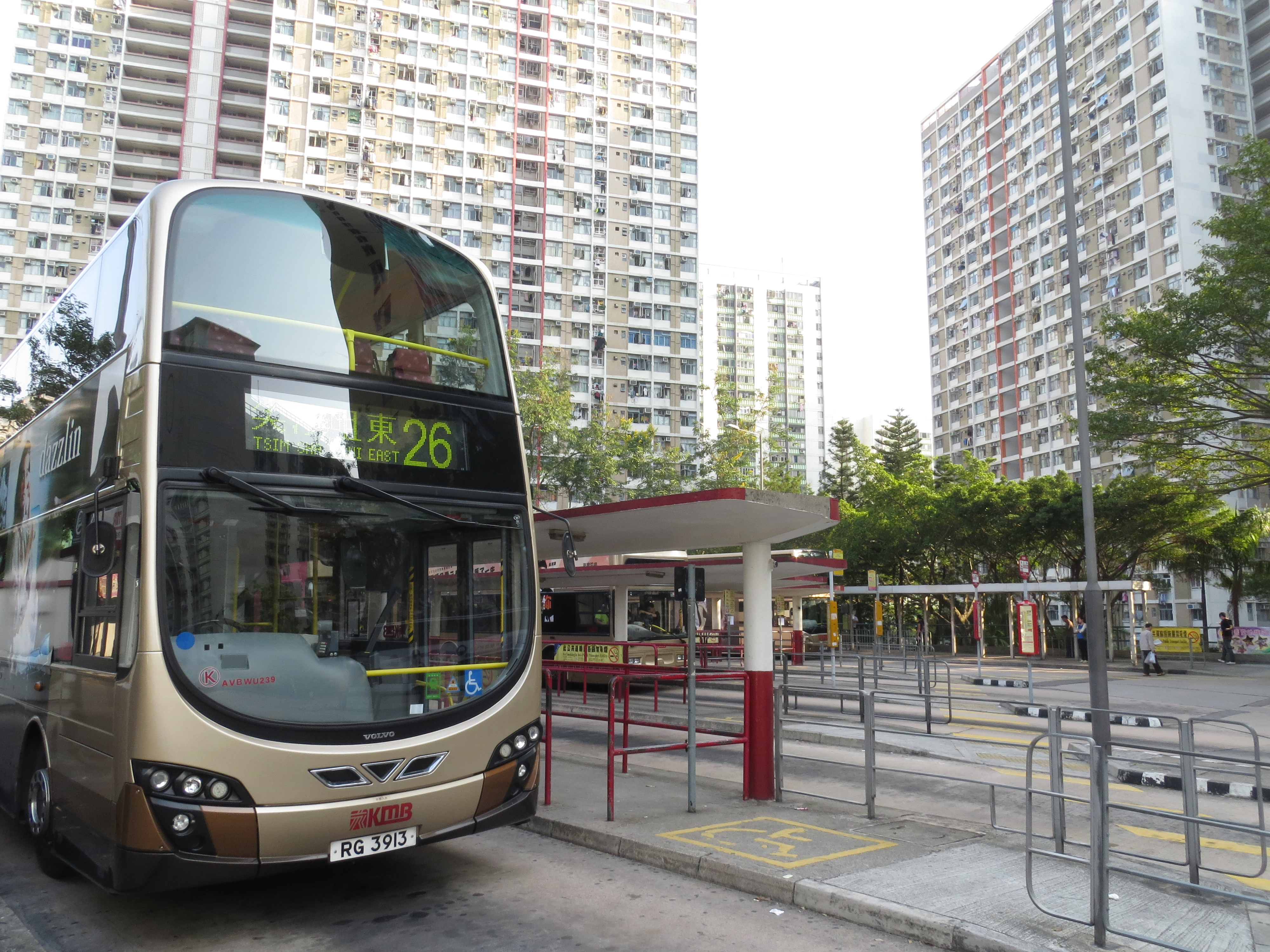
一輛行走九龍巴士26線的富豪B9TL巴士（AVBWU239）在順天巴士總站

九龍巴士26線是香港九龍一條來往四順區的順天邨和尖沙咀東的路線，為居民提供直接往返商業中心的服務。在早上和下午時間，亦方便住在四順區及安達臣道發展區的上班一族返家。
本線是第4條四順區的巴士路線，於1980年代初四順區居民需往觀塘市中心轉車才能享受便宜的服務，因此26線到現時仍是四順區主要的路線之一。
九龍巴士26X線是26號的特別班次，在平日繁忙時間，來往順天邨和尖沙咀東，起訖點跟26線相同，但新蒲崗至紅磡之間不停站。

## 歷史
- 1982年10月26日：投入服務（順天↔麗閣）。以取代豪華巴士路線209（順利至尖沙咀）駛經的部份地區。
- 1984年11月22日：改為往尖沙咀，來往麗閣邨至土瓜灣的一段由同日開辦的6F（麗閣↔九龍城碼頭）替代行走
- 1985年9月28日：遷往尖沙咀東巴士總站。
- 1992年1月1日：因原尖沙咀東巴士總站興建康宏廣場，遷往九龍車站（現稱紅磡站）。
- 1995年11月1日：配合康宏廣場落成，尖沙咀東總站重開，總站遷回該處。
- 2002年8月9日：往順天方向重設新清水灣道基順小學分站。
- 2005年8月4日：往尖沙咀東方向增設彌敦道金馬倫道分站。
- 2006年7月30日：提升至全空調服務。
- 2010年9月29日：順利邨利溢樓分站遷往利業樓分站。
- 2010年11月30日：往尖沙咀東方向增設馬坑涌道分站。
- 2015年6月27日：增設到站時間預報。[5]
- 2017年5月15日：往順天方向增設太子道東彩虹邨站。
- 2018年4月8日：往順天方向增設清水灣道牛池灣街市站[6]。
- 2018年9月17日：增設26X線。
- 2022年12月5日：26X線增設上午去程班次，於星期一至五07:25及07:55由順天開往尖沙咀東[7]。

## 服務時間及班次
26
| 順天開           | 順天開      | 順天開       | 尖沙咀東開       | 尖沙咀東開  | 尖沙咀東開   |
| 日期             | 服務時間    | 班次（分鐘） | 日期             | 服務時間    | 班次（分鐘） |
| ---------------- | ----------- | ------------ | ---------------- | ----------- | ------------ |
| 星期一至五       | 05:30-06:00 | 15           | 星期一至五       | 06:10-10:50 | 20           |
| 星期一至五       | 06:00-06:20 | 10           | 星期一至五       | 10:50-13:50 | 15           |
| 星期一至五       | 06:20-08:30 | 7-8          | 星期一至五       | 13:50-23:30 | 10           |
| 星期一至五       | 08:30-13:00 | 10           | 星期一至五       | 23:30-00:54 | 12           |
| 星期一至五       | 13:00-19:00 | 12           |                  |             |              |
| 星期一至五       | 19:00-23:30 | 15           |                  |             |              |
| 星期一至五       | 23:50       |              |                  |             |              |
| 星期六           | 05:30-08:18 | 12           | 星期六           | 06:10-10:50 | 20           |
| 星期六           | 08:18-14:06 | 8-9          | 星期六           | 10:50-12:20 | 15           |
| 星期六           | 14:06-17:30 | 12           | 星期六           | 12:20-14:20 | 12           |
| 星期六           | 17:30-18:30 | 10           | 星期六           | 14:20-00:30 | 10           |
| 星期六           | 18:30-22:30 | 15           | 星期六           | 00:30-00:54 | 12           |
| 星期六           | 22:30-23:50 | 20           |                  |             |              |
| 星期日及公眾假期 | 05:30-06:00 | 15           | 星期日及公眾假期 | 06:10-10:50 | 20           |
| 星期日及公眾假期 | 06:00-09:00 | 12           | 星期日及公眾假期 | 10:50-11:50 | 15           |
| 星期日及公眾假期 | 09:00-13:00 | 10           | 星期日及公眾假期 | 11:50-16:50 | 12           |
| 星期日及公眾假期 | 13:00-19:00 | 12           | 星期日及公眾假期 | 16:50-18:30 | 10           |
| 星期日及公眾假期 | 19:00-22:30 | 15           | 星期日及公眾假期 | 18:30-20:30 | 12           |
| 星期日及公眾假期 | 22:30-23:50 | 20           | 星期日及公眾假期 | 20:30-23:30 | 10           |
|                  |             |              | 星期日及公眾假期 | 23:30-00:54 | 12           |

26X
- 星期一至五：
  - 順天開：07:25、07:55
  - 尖沙咀東開：17:55、18:15

星期六、日及公眾假期不設服務

## 收費
| 路線 | 全程收費 | 分段收費                                                                                        |
| ---- | -------- | ----------------------------------------------------------------------------------------------- |
| 26   | $7.8     | - 采頤花園 (26)／九龍佑寧堂 (26X)往尖沙咀東：$6.7 - 富豪東方酒店 (26)／彩虹邨 (26X)往順天：$6.7 |
| 26X  | $8.6     | - 采頤花園 (26)／九龍佑寧堂 (26X)往尖沙咀東：$6.7 - 富豪東方酒店 (26)／彩虹邨 (26X)往順天：$6.7 |

| - 本線設有12歲以下小童及65歲或以上長者半價優惠。 - 65歲或以上香港居民使用「樂悠咭」，以及12歲以下合資格殘疾兒童使用「殘疾人士身份」個人八達通繳付車資，均可享有每程$2.0或半價（以較低者為準）的票價優惠；12至64歲合資格殘疾人士使用「殘疾人士身份」個人八達通（包括「樂悠咭」），以及60至64歲香港居民使用「樂悠咭」繳付車資，均可享有每程$2.0或全費（以較低者為準）的票價優惠。 - 65歲或以上長者如使用長者或一般個人八達通繳付車資，則只可享有半價優惠；12至64歲合資格殘疾人士如不使用「殘疾人士身份」個人八達通，以及60至64歲人士如不使用「樂悠咭」繳付車資，必須繳付全費。 - 乘客可以現金或八達通於上車時付款，不設找續。 - 每位成人乘客可免費攜帶最多兩名4歲以下而不佔座位的兒童乘客乘車，超額之4歲以下小童必須繳付小童車費乘車。 - 持有「九巴月票」之乘客在車票有效期內，每日可享最多10程任何九龍巴士及龍運巴士路線（包括本路線，以及聯營路線的九龍巴士／龍運巴士提供的班次；惟乘搭機場「A」及「NA」線則可享原價二七折優惠（不會計算每天10次合資格車程））；而B1線則每日可享最多各2程（不會計算每天10次合資格車程）。 - 九龍巴士、城巴、龍運巴士及陽光巴士全職員工及家屬（不包括外判職員）可免費乘搭本路線，惟必須拍職員或職員家屬八達通。 - 乘客亦可透過多元化電子支付系統（e度嘟）繳付車資，包括使用非接觸式VISA卡、JCB卡、萬事達卡、銀聯卡、美國運通、大來國際、Discover Card、Apple Pay、Google Pay、Samsung Pay、AlipayHK「易乘碼」、支付寶、WeChatHK／微信支付「搭車碼」、銀聯雲閃付「乘車碼」及BOC Pay「乘車碼」。乘客使用此付款方式，使用此支付方式的乘客可享有中途下車之分段收費，以及與其他九巴／龍運獨營路線或聯營線九巴／龍運班次之轉乘優惠，惟不適用於與非九巴／龍運路線之轉乘優惠，亦不能享有「公共交通費用補貼計劃」及「長者及合資格殘疾人士公共交通票價優惠計劃」。 |

### 八達通巴士轉乘計劃
乘客登上本線往順天方向後150分鐘內以同一張八達通卡轉乘91、91M/P、92往新界方向，或登上91、91M/P、92往九龍方向後150分鐘內以同一張八達通卡轉乘本線往尖沙咀方向，次程可獲$4.2折扣優惠。

## 使用車輛
現時26線使用18輛Enviro500 MMC（15輛12米ATENU、3輛12.8米3ATENU）行走本線。
| 車隊編號 | 車牌   |
| -------- | ------ |
| ATENU288 | ST5234 |
| ATENU390 | TC8854 |
| ATENU395 | TC9864 |
| ATENU424 | TE4427 |
| ATENU438 | TE7317 |
| ATENU474 | TH7115 |
| ATENU476 | TH6661 |
| ATENU479 | TH7077 |
| ATENU480 | TH7102 |
| ATENU481 | TH7155 |
| ATENU499 | TJ7164 |
| ATENU523 | TK4495 |
| ATENU573 | TM1508 |
| ATENU664 | TP3004 |
| ATENU776 | TT9551 |
| 3ATENU1  | SV1175 |
| 3ATENU2  | SV1948 |
| 3ATENU10 | TU8948 |

26X線由26線抽調巴士行走。

## 行車路線
26(X)

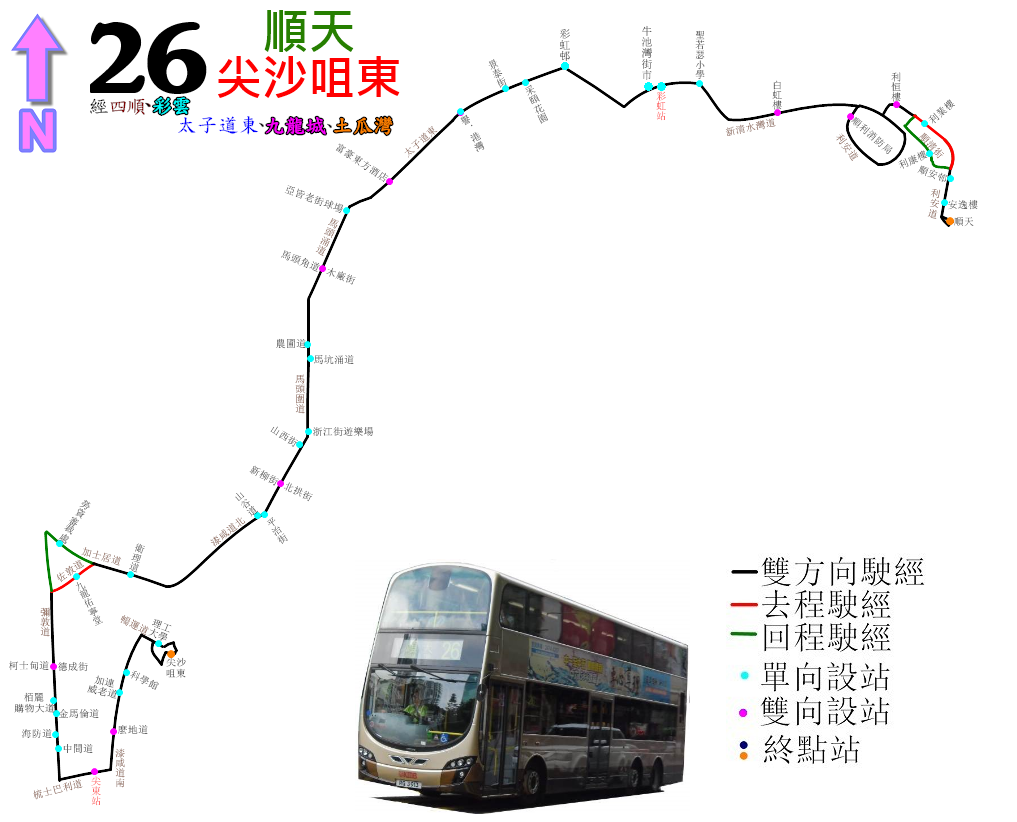
26路線的走線圖

順天開經：利安道、新清水灣道、清水灣道、太子道東、太子道西、馬頭涌道、馬頭圍道、漆咸道北、漆咸道南、加士居道、佐敦道、彌敦道、梳士巴利道、漆咸道南、暢運道、康泰徑、康榮徑及康達徑。
尖沙咀東開經：科學館道、暢運道、漆咸道南、梳士巴利道、彌敦道、加士居道、漆咸道南、漆咸道北、馬頭圍道、馬頭涌道、太子道西、太子道東、清水灣道、新清水灣道、利安道、新利街、順清街、順景街、利安道及順安道。
26X依26原線駛至漆咸道北後，改經東九龍走廊、啟德隧道、宋皇臺道，然後返回馬頭涌道26原線，而不經斜體字之路段。
26線之具體停站請參考資訊框
26X線之具體停站請參考資訊框

## 使用狀況
26線乃四順及牛池灣居民前往土瓜灣、佐敦、尖沙咀的主要路線，也能吸引部分安泰邨居民利用升降機到四順乘搭，繁忙時間客量甚高，經常頂閘，九巴特此開辦下午繁忙時間特快路線26X方便居民快速返回住處；非繁忙時間客量亦不俗。

## 昔日的九龍巴士26線
第一代26號線於1961年6月24日起投入服務，來往佐敦道碼頭及元朗，途經荃錦公路，1973年7月16日九巴大幅度重組路線時改稱51。

## 延伸閱讀
- 《二十世紀九龍區巴士路線發展史》，容偉釗編著，BSI出版
- 郭炳華. 蛻變中的香港巴士（九龍新界篇）. 香港: 80M巴士專門店. 2010年. ISBN 962-8686-95-X.

- 681巴士總站 九巴26線 （页面存档备份，存于）

## 外部連結
- 九巴26線 （页面存档备份，存于）